# Лихачёв, Николай Петрович
Никола́й Петро́вич Лихачёв (12 [24] апреля 1862, Чистополь — 14 апреля 1936, Ленинград) — русский и советский историк, специалист в области источниковедения, дипломатики и сфрагистики, монархист, член Императорского Православного Палестинского Общества и РБО.
Академик АН СССР (01.08.1925, член-корреспондент с 01.12.1901; исключён 02.02.1931, восстановлен посмертно 05.04.1968).

## Биография
Из потомственных дворян Казанской губернии. Сын штабс-ротмистра Петра Фёдоровича Лихачёва и жены его Клавдии Петровны Андреевой. Племянник археолога А. Ф. Лихачёва.
В 1880 году с золотой медалью окончил 2-ю Казанскую гимназию и поступил на историко-филологический факультет Казанского университета. По окончании курса со степенью кандидата в 1884 году был оставлен при университете для подготовки к профессорскому званию по кафедре русской истории. Исследовал родословную дворянского рода Адашевых, сведённого на нет опричным террором.
С 1892 года преподавал в Петербургском археологическом институте, где основал кафедру дипломатики. С 1894 года — член Археографической комиссии. В 1902—1914 годах — помощник директора Императорской публичной библиотеки. В библиотеке углублённо занимался библиографией, изучением литературы по альдинам, эльзевирам, инкунабулам, историей письменности, прессы, переплётов, летучих изданий, автографов. Неоднократно бывал в заграничных поездках с целью изучения постановки библиотечного дела в Европе. Разрабатывал вопросы комплектования, способствовал пополнению фондов библиотеки отсутствующими изданиями, участвовал в работах по обоснованию расширения штатов библиотеки и совершенствования их структуры, выступал за поднятие научного престижа и статуса библиотекарей.
С 1907 года — действительный статский советник. В 1914—1917 годах — член совета министра народного просвещения. Стоял у истоков черносотенного движения, 16 января 1901 года участвовал в учредительном собрании старейшего монархического объединения России — «Русского собрания», вместе с Алексеем Сувориным, Константином Гротом, Никодимом Кондаковым и другими.
Собрал уникальные коллекции русских, восточных и западноевропейских рукописей, монет (15 тыс. ед.), византийских и русских печатей VI—XIV вв. (ок. 6 тыс. ед.), икон (около 1,5 тыс. досок; коллекция икон в 1913 году была куплена императором Николаем II и поступила в Русский музей), хранившиеся в специально построенном собственном доме, где он жил в 1902—1936 годах (Петрозаводская улица 7, ныне здание Санкт-Петербургского института истории РАН; мемориальная доска). В Санкт-Петербургском институте истории РАН хранятся свыше 24 тыс. единиц хранения, собранных Лихачёвым; они охватывают период с VII века по XX век. Старейшей среди этих рукописей является печать (булла) папы Бонифация V, годы понтификата 619-625.
Стремясь спасти своё собрание, передал его в 1918 Петроградскому археологическому институту, где был создан Палеографический кабинет, преобразованный в 1925 в Музей палеографии АН СССР (в 1925—1930 гг. Лихачёв — его директор), с 1930 — Музей книги, документа и письма АН СССР.
В 1930 году Лихачёв был арестован по «Академическому делу», в 1931—1933 годах находился в ссылке в Астрахани. Его коллекции были конфискованы и переданы в Государственный Эрмитаж, Русский музей, Библиотеку Академии наук и другие хранилища. После возвращения из ссылки ютился с семьёй в комнатах третьего этажа, вход куда был по чёрной лестнице.
Скончался 14 апреля 1936 года вследствие затяжной болезни от гангрены, после ампутации левой ноги. Похоронен на Смоленском православном кладбище.
К 150-летию учёного Государственный Эрмитаж организовал выставку «Звучат лишь письмена…», где глазам публики предстали письменные памятники из собрания академика Лихачёва:

клинописные таблички Месопотамии, древнеегипетские надписи на камне; памятники Древней Греции и Рима; папирусы; византийские, древнерусские, сирийские, западные средневековые рукописи и грамоты, арабские надгробия, летучие издания России и Западной Европы, документы Ирана и Турции XV—XIX вв., печати, монеты, автографы, первопечатные книги и многое другое.
По предложению академика И. П. Медведева и при поддержке Отделения историко-филологических наук РАН Санкт-Петербургским институтом истории РАН и Институтом археологии РАН в 2022 г. учреждена премия памяти Н. П. Лихачёва.

## Труды

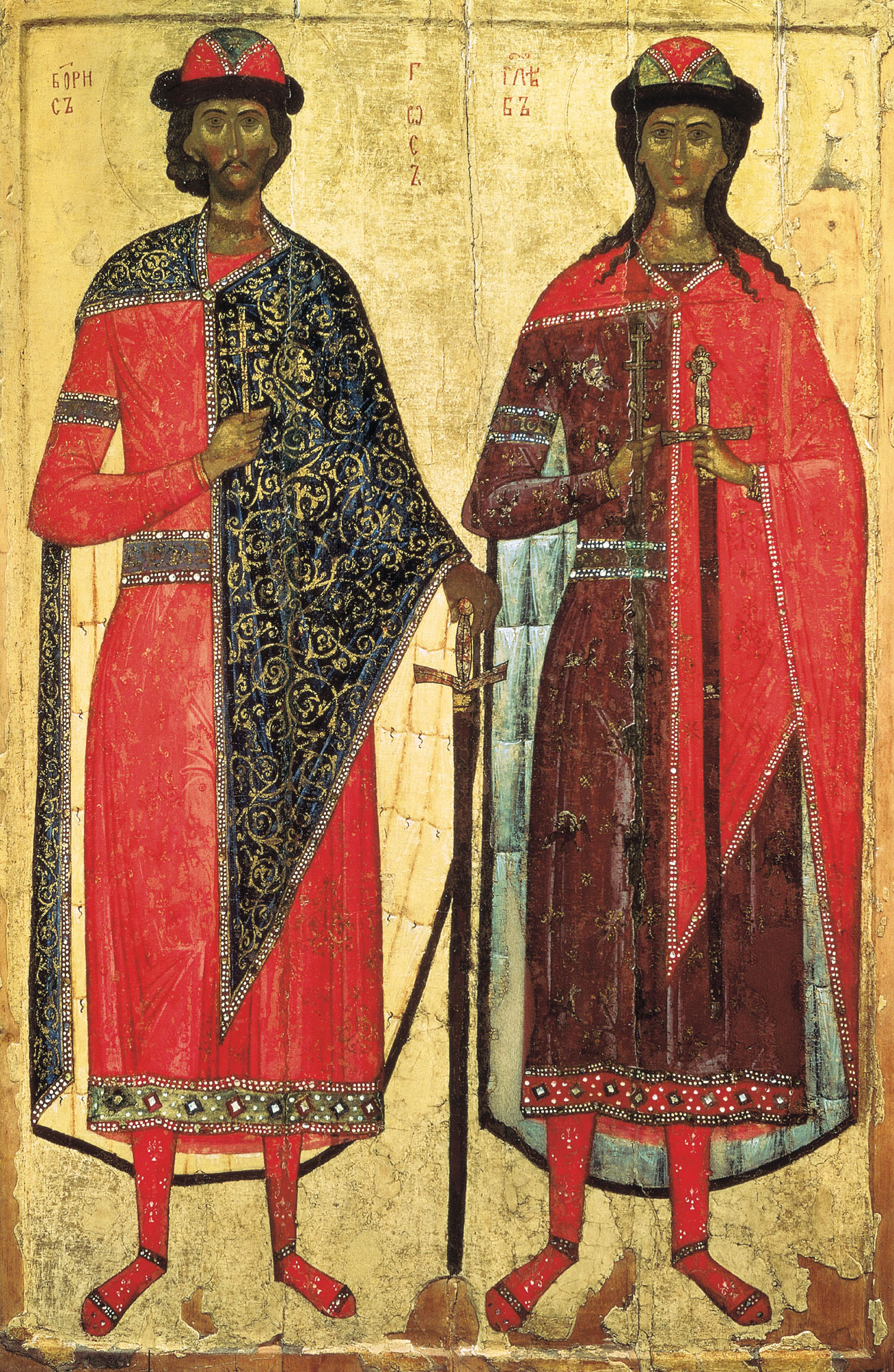
Из собрания Н. П. Лихачёва происходит древнейшая икона с изображением Бориса и Глеба

- Разрядные дьяки XVI в: опыт историческаго исследования. — СПб.: Тип. В. С. Балашёва, 1888. — XVI, 559, 72, 101, VI с.) — магистерская диссертация.
- Григорий Николаевич Городчанинов и его сочинения. — Казань: Типография Императорского Университета, 1886. — 85 с.
- Новая находка вещей в г. Булгаре // Записки Восточного Отделения Императорского Русского Археологического Общества, издаваемые под редакцией управляющего Отделением Барона В. Розена. Том пятый. 1890. СПб.: Типография Императорской Академии наук, 1890—1891.х. — С. 105—108.
- О двух фельсах, найденных около сельца Балымер, Казанской губернии // Записки Восточного Отделения Императорского Русского Археологического Общества, издаваемые под редакцией управляющего Отделением Барона В. Розена. Том пятый. 1890. СПб.: Типография Императорской Академии наук, 1890—1891.х. — С. 108—110.
- Происхождение А. Ф. Адашева, любимца Ивана Грозного // Исторический вестник, 1890. — Т. 40. — № 5. — С. 378—392.
- Бумага и древнейшие бумажные мельницы в Московском государстве: историко-археографический очерк с прил. 116 табл., с изображениями бумажных водяных знаков. — СПб., 1891.
- Новое родословие князей Голицыных. — СПб.: Издание Редакции журнала «Библиограф» (Н. М. Лисовскаго), 1893, Типо-литография и фототипия В. И. Штейна. — 26 с.
- По поводу трудов Ярославской губернской архивной комиссии. — СПб.: Тип. В. С. Белашева и К°, 1893. — 34 с.
- Библиотека и архив Московских Государей в XVI столетии. — СПб.: Тип. В. С. Балашёва и К°, 1894. — [4], 152, 81, [3] с.
- Местнические дела 1563—1605 гг. — СПб., 1894.
- Боярский список 1611 года. — СПб., 1895.
- Книгопечатание в Казани за первое пятидесятилетие существования в этом городе типографий. (там же, 1895)
- Сборник актов, собранных в архивах и библиотеках / Вып. 1, Вып. 2. Духовные и сговорные грамоты. Грамоты правые. — СПб.: Тип. В. Балашёва и К°, 1895. — X, 272, VI с.
- Каталог манифестов, указов и разных летучих русских изданий: манифесты, указы и другие правительственные распоряжения в отдельных изданиях и перепечатках: разные отдельные листы и брошюры: (коллекция листов и их перепечаток из собрания Н. П. Лихачёва; была выставлена на Первой всероссийской выставке печатного дела в Санктпетербурге). — СПб.: Тип. В. С. Балашёва, 1895. —XIII, V, 467 с.
- Думное дворянство в Боярской думе XVI столетия: (Реф., чит. 17 марта 1895 г. в Имп. О-ве любителей древ. письменности) / Н. П. Лихачёв. — СПб.: Синод. тип., 1896. — 16 с.
- Русские монеты 1741—1796 годов: (Крит. заметка). — СПб.: Экспедиция заготовления гос. бумаг, 1897. — 20 с., 3 л. ил.
- «Государев родословец» и род Адашевых. — СПб.: Тип. В. С. Балашёва и К°, 1897. — 89 с.
- «Лекции по дипломатике» (там же, 1897)
- Рецензия книги А. В. Экземплярского: Великие и удельные князья Северной Руси в татарский период 1238—1505 гг. (там же, 1897)
- По поводу сборника А. И. Юшкова: Акты XIII—XVII вв., представленные в разрядный приказ представителями служилых фамилий после отмены местничества. — СПб.: Синод. тип., 1898. — [2], 15 с.;
- Палеографическое значение бумажных водяных знаков. Часть 1: Исследование и описание филиграней (там же, 1899)
- Палеографическое значение бумажных водяных знаков. Часть 2: Предметный и хронологический указатели (там же, 1899)
- Палеографическое значение бумажных водяных знаков. Часть 3: Альбом снимков (там же, 1899)
- Государев родословец и Бархатная книга. — СПб.: Рус. генеалог. о-во, 1900. — [4], 14 с.
- Грамоты рода Осоргиных. — СПб.: Рус. генеалог. о-во, 1900. — [4], 27 с.
- Заметки по родословию некоторых княжеских фамилий. — СПб.: Рус. генеалог. о-во, 1900. — [2], 44 с.
- Летописи и записи в рукописях и на книгах как генеалогический материал. — СПб.: Тип. В. П. Мартынова, 1900. — [4], 17 с.
- Родственные связи княжеских фамилий с семьями дьяков. — СПб.: Тип. П. В. Мартынова, 1900. — [2], 6 с.
- Родство Колычёвых с новгородцами. — СПб.: Рус. генеалог. о-во, 1900. — [2], 4 с.
- Русская сфрагистика (там же, 1900)
- Вновь найденная Двинская грамота. — СПб.: Тип. Имп. Акад. наук, 1901. — [2], 4 с.
- Дипломатика (там же, 1901)
- Дело о приезде в Москву Антония Поссевина. — СПб.: Тип. «В. С. Балашёв и К°», 1903. — [2], 150, CIX с., 6 л. ил.
- Из лекций по дипломатике, читанных в Императорском Археологическом институте. (там же, 1905—1906)
- Краткое описание икон собрания П. М. Третьякова / Сост. Н. П. Лихачёвым. — М.: Синодальная тип., 1905. — XVI, 47 с.
- Древнейшая сфрагистика (там же, 1906)
- Материалы для истории русского иконописания. Том 1—2. (там же, 1906)
- Письмо папы Пия V к царю Ивану Грозному в связи с вопросом о папских бреве: (Этюд по дипломатике пап). — СПб.: Тип. Имп. АН, 1906. — [5], 175 с., 1 л. ил.: ил., XXII табл.
- Манера письма Андрея Рублёва: Реферат, читанный 17-го марта 1906 года. — СПб.: Тип. М. А. Александрова, 1907. — 104 с.: ил.
- Лицевое житие святых благоверных князей русских Бориса и Глеба: По рукописи конца XV ст. — СПб.: Тип. М. А. Александрова, 1907. — [2], 41 с., 42 л. ил.
- Инока Фомы слово похвальное о благоверном великом князе Борисе Александровиче. — СПб.: Тип. М. А. Александрова, 1908. — [6], LX, 55 с.
- Историческое значение итало-греческой иконописи. Изображения Богоматери в произведениях итало-греческих иконописцев и их влияние на композиции некоторых православных русских икон. — СПб.: Имп. Рус. археол. о-во, 1911. — [2], VIII, 221, [5], 51 с., 8 л. ил.
- Вымышленный указ царя Алексея Михайловича. — СПб.: Типография М. А. Александрова, 1913. — 7 с.
- Материалы для истории византийской и русской сфрагистики. Вып. 1 / Труды музея палеографии. Вып. I. — Л., 1928.
- Материалы для истории русской и византийской сфрагистики. Вып. 2 / Труды музея палеографии. Вып. II (там же, 1930)
- Моливдовулы греческого Востока / Научное наследство. — М., 1991. Том 19.

## Память
- На доме по адресу Петрозаводская улица, 7 (ныне — здание Санкт-Петербургского института истории РАН) в 1973 году была установлена мемориальная доска (архитектор В. В. Исаева): «В этом доме с 1902 по 1936 г. жил и работал выдающийся историк Николай Петрович Лихачёв»[8]. В апреле 2023 года в здании был открыт мемориальный кабинет[9].

## Награды
- Орден Святого Владимира 4-й степени.
- Орден Святого Владимира 3-й степени.
- Орден Святого Станислава 1-й степени.
- Орден Святой Анны 1-й степени.
- Крест кавалеров Св. Гроба Господня.
- Золотая медаль им. графа А. С. Уварова за сочинение «Историческое значение итало-греческой иконописи» (1913)[10]